# Nimruz megye
Nimruz megye (perzsa nyelven: شهرستان نیمروز) Irán Szisztán és Beludzsisztán tartományának északi elhelyezkedésű megyéje az ország keleti részén. Keleten Hirmand megye és Zábol megye, délkeleten Hámun megye,  délen Záhedán megye, nyugatról pedig a Kermán tartományhoz tartozó Kermán megye, míg északról Dél-Horászán tartomány Nehbandán megyéje határolja.

## Népesség
| 2016 | 48 471 |